# Copa das Confederações FIFA de 1999
A Copa das Confederações FIFA de 1999 foi a segunda edição do torneio com esse nome, sendo a primeira realizada fora da Arábia Saudita. O campeão foi o anfitrião México, que derrotou o Brasil por 4–3 na final.

## Equipes participantes
| Equipe         | Confederação | Qualificação                                                     | Part. |
| -------------- | ------------ | ---------------------------------------------------------------- | ----- |
| México         | CONCACAF     | País-sede e campeão da Copa Ouro da CONCACAF de 1998             | 3ª    |
| Alemanha       | UEFA         | Campeã da Eurocopa de 1996                                       | 1ª    |
| Arábia Saudita | AFC          | Campeã da Copa da Ásia de 1996                                   | 4ª    |
| Bolívia        | CONMEBOL     | Vice-campeã da Copa América de 1997                              | 1ª    |
| Brasil         | CONMEBOL     | Campeão da Copa América de 1997 e vice da Copa do Mundo de 19981 | 2ª    |
| Egito          | CAF          | Campeão da Copa das Nações Africanas de 1998                     | 1ª    |
| Estados Unidos | CONCACAF     | Vice-campeão da Copa Ouro da CONCACAF de 1998                    | 2ª    |
| Nova Zelândia  | OFC          | Campeã da Copa das Nações da OFC de 1998                         | 1ª    |

1A campeã França desistiu de participar.

## Sedes
As partidas foram disputadas nos seguintes estádios:
| Cidade do México    | Guadalajara        |
| ------------------- | ------------------ |
| Estádio Azteca      | Estádio Jalisco    |
| Capacidade: 115 000 | Capacidade: 66 700 |
|                     |                    |

## Árbitros
| Árbitros centrais   |     |
| AFC                 | AFC |
| ------------------- | --- |
| KOR Kim Young Joo   |     |
| CAF                 |     |
| BEN Coffi Codjia    |     |
| CONCACAF            |     |
| USA Brian Hall      |     |
| MEX Gilberto Alcala |     |
| CONMEBOL            |     |
| COL Óscar Ruiz      |     |
| PAR Ubaldo Aquino   |     |
| UEFA                |     |
| SWE Anders Frisk    |     |

| Árbitros assistentes        |     |
| AFC                         | AFC |
| --------------------------- | --- |
| JOR Awni Hassouneh          |     |
| CAF                         |     |
| MOZ Domingos Piquenino      |     |
| CONCACAF                    |     |
| PAN Vladimir Bertiaga       |     |
| TRI Peter Kelly             |     |
| OFC                         |     |
| FIJ Suresh Behari (reserva) |     |
| CONMEBOL                    |     |
| ECU Bomer Fierro            |     |
| PER Manuel Neira Chang      |     |
| UEFA                        |     |
| ESP Fernando Tresaco Gracia |     |

## Fase de grupos
Todas as partidas seguem o fuso horário local (UTC-6).
|  | Seleções qualificadas para a fase final |
|  | Seleções eliminadas                     |

### Grupo A
| Pos. | Seleção        | Pts | J | V | E | D | GP | GC | SG |
| ---- | -------------- | --- | - | - | - | - | -- | -- | -- |
| 1    | México         | 7   | 3 | 2 | 1 | 0 | 8  | 3  | +5 |
| 2    | Arábia Saudita | 4   | 3 | 1 | 1 | 1 | 6  | 6  | 0  |
| 3    | Bolívia        | 2   | 3 | 0 | 2 | 1 | 2  | 3  | −1 |
| 4    | Egito          | 2   | 3 | 0 | 2 | 1 | 5  | 9  | −4 |

| 25 de julho | Bolívia                    | 2 – 2     | Egito                 | Estádio Azteca, Cidade do México          |
| 12:00       | Gutiérrez 21' · Ribera 40' | Relatório | Sabry 8' · Radwan 63' | Público: 85 000 Árbitro: SWE Anders Frisk |

| 25 de julho | México                                  | 5 – 1     | Arábia Saudita      | Estádio Azteca, Cidade do México        |
| 14:30       | Blanco 12', 19', 68', 77' · Abundis 21' | Relatório | Al-Temyat 62' (pen) | Público: 85 000 Árbitro: COL Óscar Ruiz |

| 27 de julho | Arábia Saudita | 0 – 0     | Bolívia | Estádio Azteca, Cidade do México        |
| 18:00       |                | Relatório |         | Público: 65 000 Árbitro: USA Brian Hall |

| 27 de julho | México                  | 2 – 2     | Egito                          | Estádio Azteca, Cidade do México           |
| 20:30       | Pardo 15' · Abundis 26' | Relatório | A. Hassan 79' · S. Ibrahim 85' | Público: 65 000 Árbitro: KOR Kim Young-Joo |

| 29 de julho | Egito                | 1 – 5     | Arábia Saudita                                | Estádio Azteca, Cidade do México           |
| 18:00       | S. Ibrahim 70' (pen) | Relatório | Al-Otaibi 8', 34', 78', 85' · Al-Shahrani 64' | Público: 15 000 Árbitro: PRY Ubaldo Aquino |

| 29 de julho | México       | 1 – 0     | Bolívia | Estádio Azteca, Cidade do México        |
| 20:30       | Palencia 52' | Relatório |         | Público: 55 000 Árbitro: COL Óscar Ruiz |

### Grupo B
| Pos. | Seleção        | Pts | J | V | E | D | GP | GC | SG |
| ---- | -------------- | --- | - | - | - | - | -- | -- | -- |
| 1    | Brasil         | 9   | 3 | 3 | 0 | 0 | 7  | 0  | +7 |
| 2    | Estados Unidos | 6   | 3 | 2 | 0 | 1 | 4  | 2  | +2 |
| 3    | Alemanha       | 3   | 3 | 1 | 0 | 2 | 2  | 6  | −4 |
| 4    | Nova Zelândia  | 0   | 3 | 0 | 0 | 3 | 1  | 6  | −5 |

| 24 de julho | Brasil                                                       | 4 – 0     | Alemanha | Estádio Jalisco, Guadalajara                 |
| 12:00       | Zé Roberto 62' · Ronaldinho Gaúcho 72' (pen) · Alex 86', 87' | Relatório |          | Público: 60 000 Árbitro: MEX Gilberto Alcala |

| 24 de julho | Nova Zelândia | 1 – 2     | Estados Unidos             | Estádio Jalisco, Guadalajara               |
| 14:30       | Zoricich 90'  | Relatório | McBride 25' · Kirovski 58' | Público: 60 000 Árbitro: PRY Ubaldo Aquino |

| 28 de julho | Alemanha                 | 2 – 0     | Nova Zelândia | Estádio Jalisco, Guadalajara              |
| 18:00       | Preetz 6' · Matthäus 33' | Relatório |               | Público: 42 000 Árbitro: BEN Coffi Codjia |

| 28 de julho | Brasil                | 1 – 0     | Estados Unidos | Estádio Jalisco, Guadalajara              |
| 20:30       | Ronaldinho Gaúcho 13' | Relatório |                | Público: 54 000 Árbitro: SWE Anders Frisk |

| 30 de julho | Estados Unidos        | 2 – 0     | Alemanha | Estádio Jalisco, Guadalajara                 |
| 18:00       | Olsen 23' · Moore 50' | Relatório |          | Público: 53 000 Árbitro: MEX Gilberto Alcala |

| 30 de julho | Nova Zelândia | 0 – 2     | Brasil                            | Estádio Jalisco, Guadalajara               |
| 20:30       |               | Relatório | Marcos Paulo 47' · Ronaldinho 88' | Público: 53 000 Árbitro: KOR Kim Young-Joo |

## Fase final
|  | Semifinais                     | Semifinais                |   |                           | Final                          | Final |  |
|  |                                |                           |   |                           |                                |       |  |
|  | 1 de agosto – Cidade do México |                           |   |                           |                                |       |  |
|  | México (pro)                   | 1                         |   |                           |                                |       |  |
|  | Estados Unidos                 | 0                         |   |                           |                                |       |  |
|  |                                |                           |   |                           |                                |       |  |
|  |                                |                           |   |                           | 4 de agosto – Cidade do México |       |  |
|  |                                |                           |   |                           | México                         | 4     |  |
|  |                                | Brasil                    | 3 |                           |                                |       |  |
|  |                                |                           |   |                           |                                |       |  |
|  |                                |                           |   |                           |                                |       |  |
|  |                                |                           |   |                           | Terceiro lugar                 |       |  |
|  | 1 de agosto – Guadalajara      | 1 de agosto – Guadalajara |   | 3 de agosto – Guadalajara | 3 de agosto – Guadalajara      |       |  |
|  | Brasil                         | 8                         |   | Estados Unidos            | 2                              |       |  |
|  | Arábia Saudita                 | 2                         |   |                           | Arábia Saudita                 | 0     |  |

### Semifinais
| 1 de agosto | México     | 1 – 0 (pro) | Estados Unidos | Estádio Azteca, Cidade do México           |
| 12:00       | Blanco 97' | Relatório   |                | Público: 82 000 Árbitro: KOR Kim Young-Joo |

| 1 de agosto | Brasil                                                                                | 8 – 2     | Arábia Saudita     | Estádio Jalisco, Guadalajara            |
| 15:00       | João Carlos 8' · Ronaldinho 11', 65', 90' · Zé Roberto 33' · Alex 36', 86' · Roni 62' | Relatório | Al-Otaibi 22', 31' | Público: 48 000 Árbitro: COL Óscar Ruiz |

### Disputa pelo terceiro lugar
| 3 de agosto | Estados Unidos          | 2 – 0     | Arábia Saudita | Estádio Jalisco, Guadalajara               |
| 21:00       | Bravo 27' · McBride 78' | Relatório |                | Público: 38 000 Árbitro: PRY Ubaldo Aquino |

### Final
| 4 de agosto | México                                     | 4 – 3     | Brasil                                         | Estádio Azteca, Cidade do México           |
| 21:00       | Zepeda 13', 51' · Abundis 28' · Blanco 62' | Relatório | Serginho 43' (pen) · Roni 47' · Zé Roberto 63' | Público: 110 000 Árbitro: SWE Anders Frisk |

## Artilharia
6 gols (3)
- Ronaldinho Gaúcho
- Cuauhtémoc Blanco
- Marzouk Al-Otaibi

4 gols (1)
- Alex

3 gols (2)
- BRA Zé Roberto
- MEX José Manuel Abundis

2 gols (4)
| - BRA Roni - EGY Samir Ibrahim | - MEX Miguel Zepeda - USA Brian McBride |  |

1 gol (19)
| - BOL Limberg Gutiérrez - BOL Renny Ribera - BRA Marcos Paulo - BRA João Carlos - BRA Serginho - EGY Abdel Sattar Sabry - EGY Yasser Radwan | - EGY Ahmed Hassan - GER Michael Preetz - GER Lothar Matthäus - MEX Pável Pardo - MEX Francisco Palencia - NZL Chris Zoricich - KSA Nawaf Al-Temyat | - KSA Ibrahim Al-Shahrani - USA Jovan Kirovski - USA Ben Olsen - USA Joe-Max Moore - USA Paul Bravo |

## Premiações
| Copa das Confederações FIFA de 1999 |
| México                              |
| ----------------------------------- |
| México Campeão (1º título)          |

| Troféu FIFA Fair Play | Bola de Ouro          | Chuteira de Ouro      |
| --------------------- | --------------------- | --------------------- |
| Brasil Nova Zelândia  | BRA Ronaldinho Gaúcho | BRA Ronaldinho Gaúcho |
| Brasil Nova Zelândia  | Bola de Prata         | Chuteira de Prata     |
| Brasil Nova Zelândia  | MEX Cuauhtémoc Blanco | MEX Cuauhtémoc Blanco |
| Brasil Nova Zelândia  | Bola de Bronze        | Chuteira de Bronze    |
| Brasil Nova Zelândia  | KSA Marzouk Al-Otaibi | KSA Marzouk Al-Otaibi |

## Campanha do Brasil
O Brasil foi treinado por Vanderlei Luxemburgo. Luxemburgo mesclou uma seleção de jogadores rodados com jovens, como Ronaldinho e Alex, pensando nos Jogos Olímpicos.

### Artilheiros
6 gols
- Ronaldinho Gaúcho

4 gols
- Alex
- Zé Roberto

2 gols
- Roni

1 gol
- Marcos Paulo
- João Carlos
- Serginho

### Assistências
6 assistências
- Ronaldinho Gaúcho

2 assistências
- Alex
- Serginho

1 assistência
- Warley
- Christian
- João Carlos
- Roni